# Notoraja sapphira
Notoraja sapphira är en rockeart som beskrevs av Bernard Séret och Last 2009. Notoraja sapphira ingår i släktet Notoraja och familjen egentliga rockor. IUCN kategoriserar arten globalt som otillräckligt studerad. Inga underarter finns listade i Catalogue of Life.